# René Ramp

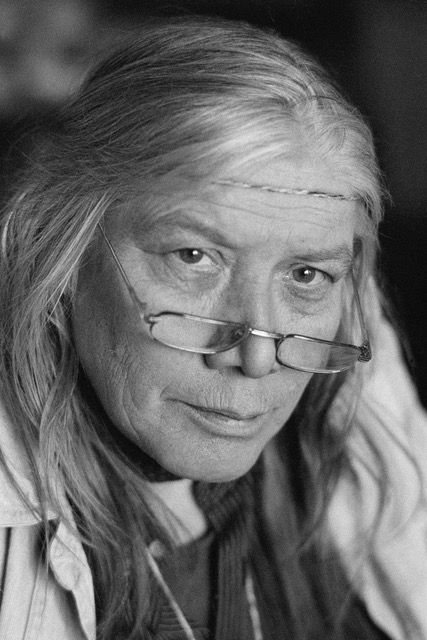
René Ramp (1994)

René Ramp (* 31. Januar 1941 in Bern; † 30. Juli 2004 in Köniz) war ein Schweizer Künstler.

## Leben
Nach einer schwierigen Kindheit und Jugendzeit absolvierte René Ramp eine Lehre als Hochbauzeichner. Während Wanderjahren in verschiedenen europäischen Ländern beschäftigte er sich mit Architektur, Modellbau, Grafik, Fotografie, Film und Werbung.
Ab 1964 war Ramp freischaffend als Maler, Plastiker und Umweltgestalter mit eigenem Atelier tätig. Sein Künstlerleben prägten experimentelle Bildverfahren, Plastiken, Kunst am Bau, Planung und Objektbau sowie Installationen. Seine Werke waren in Einzel- und Gruppenausstellungen im In- und Ausland zu sehen.
Ramp war ein zurückhaltender, eigenwilliger Künstler, der den Anspruch hatte, dass man sich auf seine Werke einliess. Er war der Meinung, dass der Mensch nichts begreifen könne, wenn er es nicht selber erschaffe. Selten verblieb er im Vagen, meist suchte er die Zuspitzung, die Schärfe und die Strenge. In einem Interview sagte er: «Ich bin mein Werk und meine Werke sind mich.» René Ramp starb 2004 in Köniz bei Bern.

## Werk

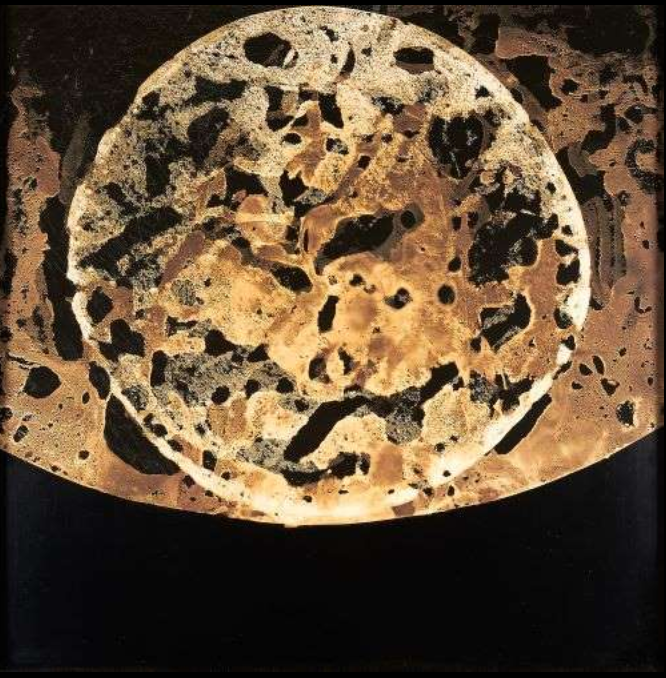
Peinture Chimique

Die Arbeiten René Ramps basieren oft auf den Grundformen Quadrat, Kreis und Dreieck sowie auf Kubus, Kugel und Pyramide. Die verwendeten Materialien sind äusserst vielfältig und die künstlerische Auseinandersetzung intensiv. Raum, Licht und Struktur spielten bei Ramp eine zentrale Rolle. Er experimentierte auch mit der Fotografie. Der Eindruck des Raumes ist die Wirkung einer chemischen Behandlung der Silberbromidschicht auf normalem Photopapier.
Zwischen 1966 und 1973 erregte der junge Künstler mit seinen Werken der Serien «Peinture Chimique» und «Raumvisionen» einiges Aufsehen in der Berner Kunstwelt. In diesen Serien wird die Suggestion von dreidimensionalem Raum zum Ausdruck gebracht. Im Herbst 1983 veranstaltete Ramp eine Atelier-Ausstellung in Bern-Liebefeld, an der er «Versteinerte Sandstrukturbilder» zeigte. Es handelte sich um reliefartige Versteinerungen von silbrig metallisiertem Sand. Er nannte sie «Denktafeln der Wandlungen».
In seiner letzten Schaffensphase beschäftigte er sich vermehrt mit immateriellen Schwingungsverhältnissen. So konstruierte er etwa ein urtümliches Blasinstrument, das «Brujao», das dem obertonreichen Didgeridoo nachempfunden ist. Auch entstand «Renedoklang», ein bucheckerförmiger Klangkörper von 90 Zentimetern Höhe aus spiegelndem Chromstahl. 2003, ein Jahr vor seinem Tod, stellte Ramp «Nada Brahma» her, ein 60 Zentimeter hohes, unregelmässiges Oktagon, ebenfalls aus Chromstahl.

## Werke im öffentlichen Raum
In den 70er Jahren begann Ramps Schaffensphase «Kunst am Bau», die über zwanzig Jahre fortdauerte und folgende Werke umfasst:
- «Das blaue Mäuerchen» in Thun.

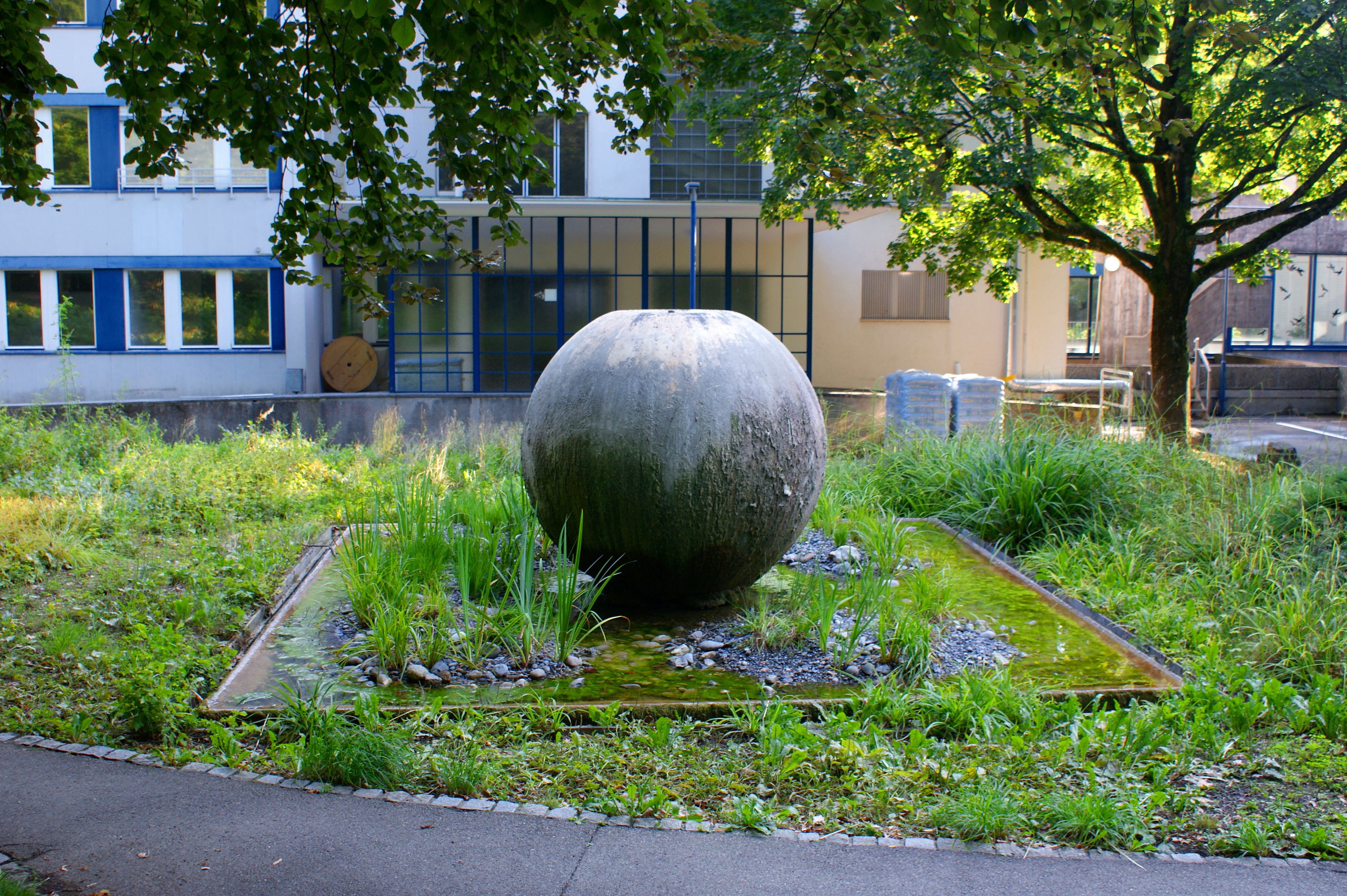
Kosmische Brunnenskulptur beim ehemaligen Zieglerspital

- Die kugelförmige Brunnenskulptur aus dem Jahr 1974 stellt eine Weiterentwicklung des Raum- und Zeitproblems dar, mit dem sich Ramp intensiv beschäftigt hatte.[7] Ein Exemplar ist auf dem Areal des ehemaligen Zieglerspitals in Bern aufgestellt. Weitere Exemplare sind in Thun beim Parkhaus City Nord und in Gümligen beim Schulhaus Moos installiert. Diese Installationen bildeten die Grundlage für den 1976 zusammen mit Thomas Moll gedrehten Studiofilm «Augenlied».
- Anfang der 80er Jahre stellte Ramp unter der Bezeichnung «Lichträume» Stelen und Wandobjekte aus Glas, Spiegeln, grossflächigen Linsen und Folien her, die ausgeklügelte Spiegeleffekte erzeugen. Ein Objekt aus dem Jahr 1982 besteht aus einem künstlerischen Recycling von 42 gerahmten gläsernen Fresnel-Linsen. Je nach Lichteinfall und Beleuchtung ergeben sich unterschiedliche Reflexionen. Dieses Objekt fand seinen Platz in der Eingangshalle der Schulwarte Bern am Helvetiaplatz (Pädagogisches Dokumentations- und Medienzentrum des Kantons Bern).

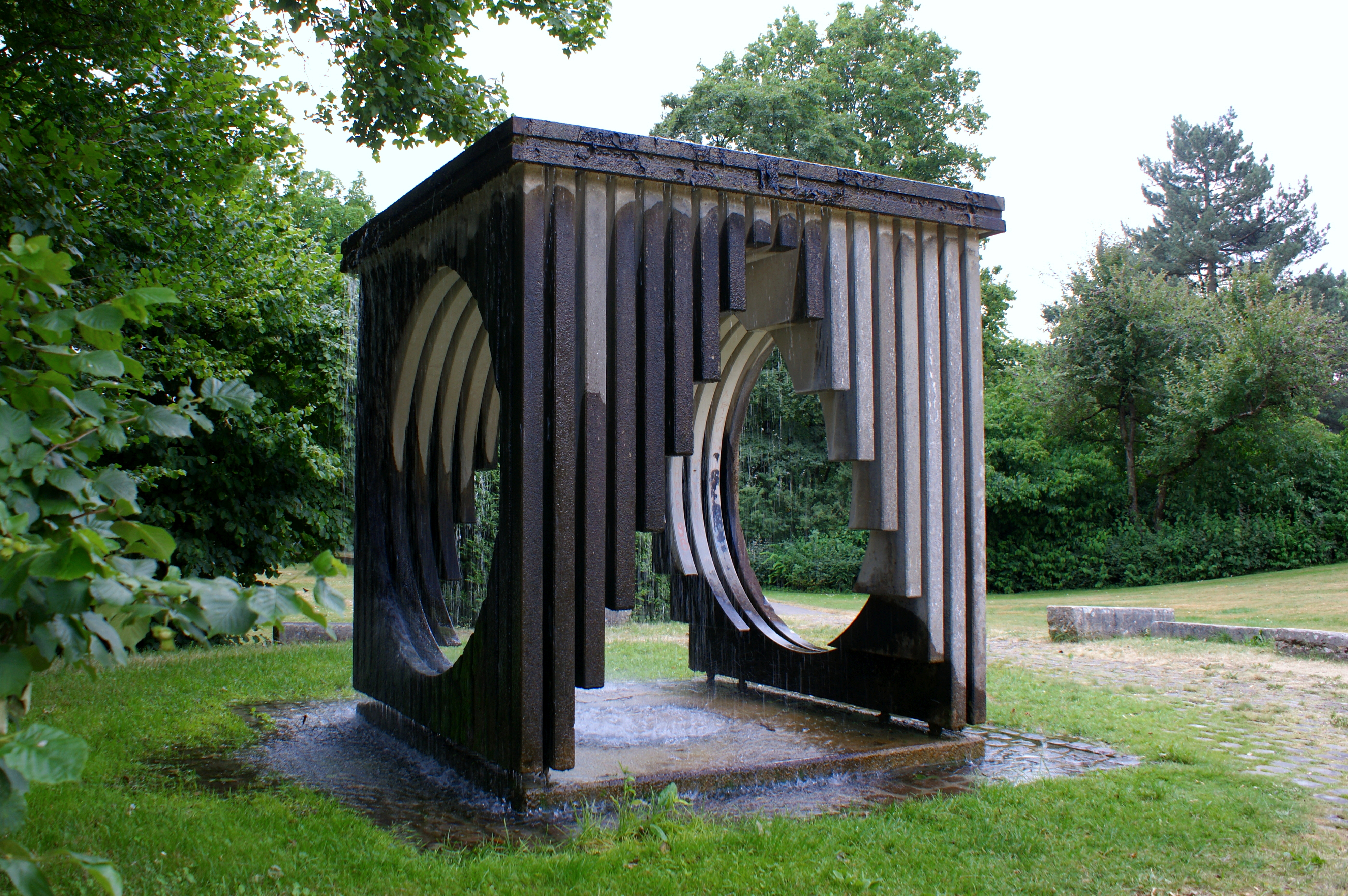
Marabut auch als Willy-Liechti-Gedächtnisbrunnen bekannt

- Die «Brunnenplastik Marabut» steht seit 1984 auf einer hügeligen Wiese im Tscharnergut im Westen von Bern. Es ist ein begehbarer Riesenspielwürfel aus den Grundformen Kreis, Quadrat und Dreieck, die sich gegenseitig durchdringen. Wasservorhänge als transparente Membrane grenzen Innen- und Aussenraum voneinander ab.

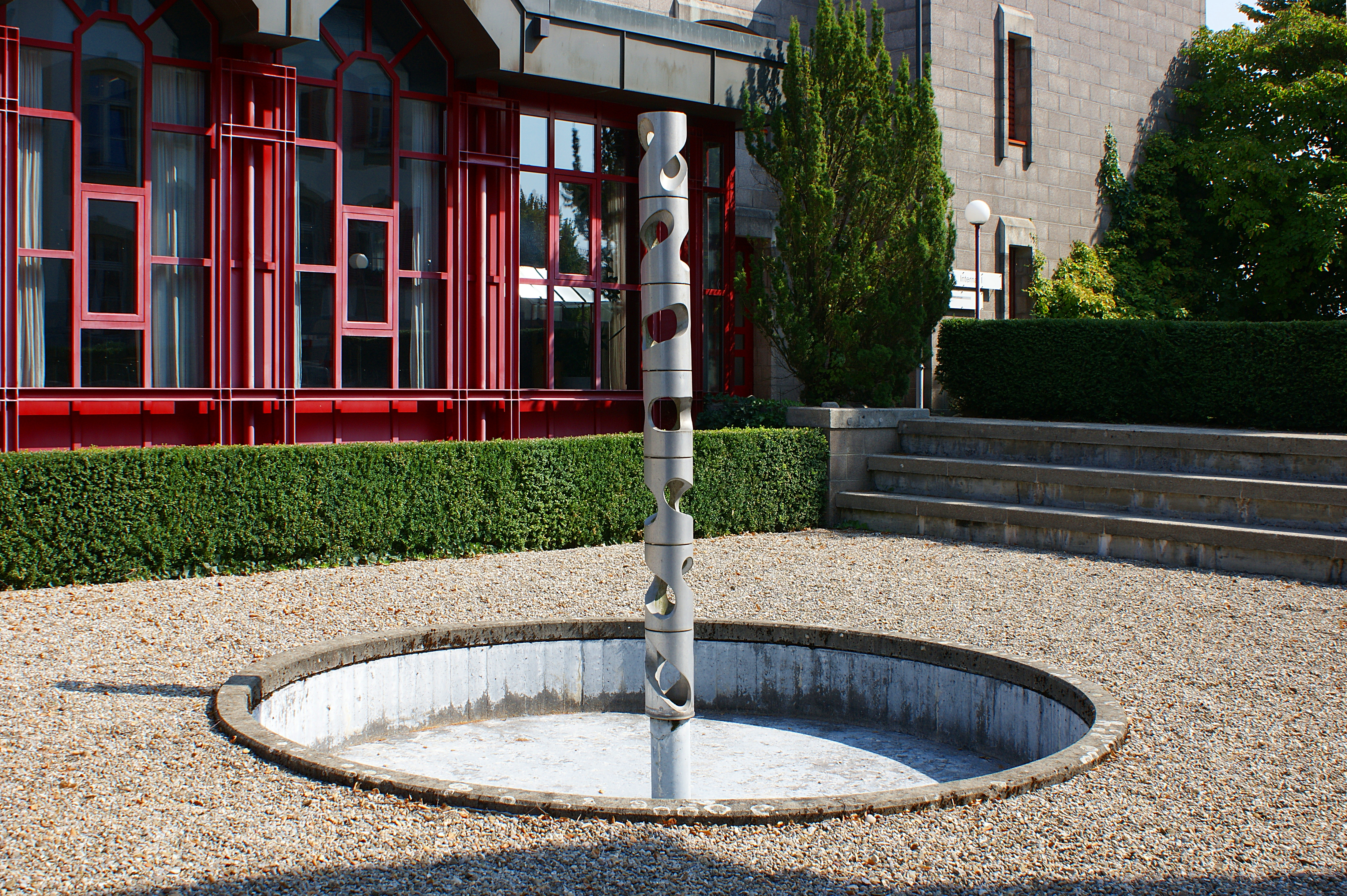
Säule der Wandlungen

- Die «Säule der Wandlungen», die aus Aluminiumguss besteht, erwarb die Kunstkommission des Kantons Bern 1985 zum Anlass des Neubaus des Internatsgebäudes der Molkereischule (Bildungszentrum Inforama) Rütti in Zollikofen.

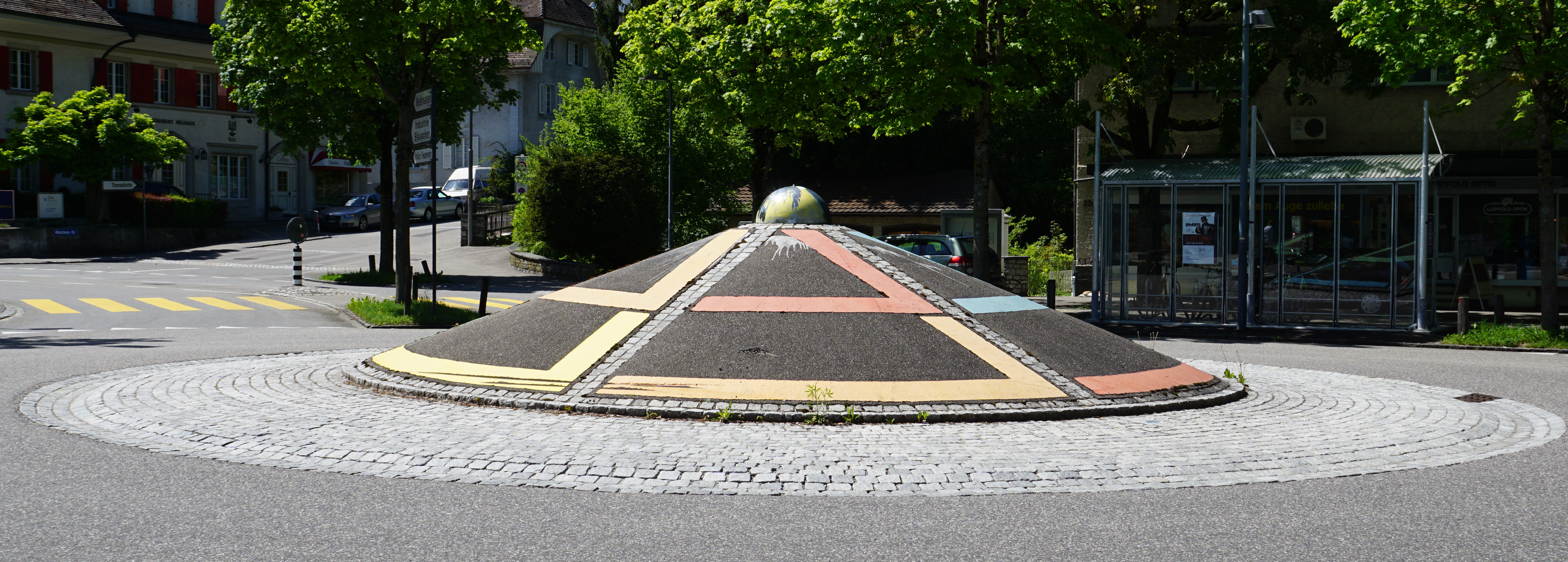
Kreisel Neuhausplatz Liebefeld

- Für die künstlerische Gestaltung des Kreisels am Neuhausplatz in Liebefeld bei Bern wurde ein Ideenwettbewerb ausgeschrieben, den Ramp gewann. Die Kosten konnten mit Spenden gedeckt werden.[8]
- Den «Zyklus Lilienweg» schuf er für das Alters- und Pflegeheim Lilienweg in Köniz bei Bern. Er besteht aus vier Teilen, die Ramp «Farbinseln», «Sonnenreisen», «Wellenhorizonte» und «Lebenspyramide» nannte. Dazu kommt ein Herzstück im Freien, dem er den geheimnisvollen Namen «Renedoklang» gab.

## Ausstellungen (Auswahl)

### Gruppenausstellungen
- 1971: Galerie Harri Lehmann, Gruppenausstellung Fernando Fonseca/René Ramp
- 1971: 4° Biennale di Bolzano. Mostra-incontro Italia-Svizzera nel quadro delle manifestazioni «Primavera di Bolzano». Bolzano, Palazzo della Fiera
- 1972: Berner Galerie, Bern: Fünf Preisträger des Louise Aeschlimann-Stipendiums (Rudolf Jungi, René Ramp, Reini Rühlin, Urs Stoss, Bruno Wurster)[9]
- 1981: Art 81, Basel, «Lichträume»
- 1994: Kunsthalle Bern, Weihnachtsausstellung: «Packeis-Zeit»

### Einzelausstellungen
- 1971: Berner Galerie, Bern
- 1973: Galerie de la Grange, l’Évêque
- 1983: Atelier Ramp, Bern: «Versteinerte Sandstruktur-Bilder»
- 1985: Atelier Ramp, Bern: «Unbaubare Kubaturen»
- 1986: Atelier Ramp, Bern: Dokumentation Werke 1964–1984
- 1986: Atelier Ramp, Bern: «Raumgitter-Modelle»
- 1988: Stufenbau Ittigen: «Pueblo I», Möbel-Skulptur
- 1990: Galerie Haldemann Bern: «Pueblo II», Möbel-Skulptur
- 1997: Atelier Ramp, Bern: «Donnerkeile»
- 1998: Schloss Ueberstorf: «Pyramiden – Kuben»
- 2003: Atelier Ramp, Bern: «Renedoklang», Klangkörper